# Sam Graddy
Samuel Louis Graddy III, detto Sam (Gaffney, 10 febbraio 1964), è un ex velocista e giocatore di football americano statunitense, vincitore della medaglia d'oro nella staffetta 4×100 metri e della medaglia d'argento nei 100 metri piani ai Giochi olimpici di Los Angeles 1984.

## Biografia
Nato a Gaffney, Carolina del Sud, Sam Graddy è stato anche medaglia d'argento nei 100 m piani e membro della staffetta 4×100 m statunitense vincitrice della medaglia d'oro ai Giochi panamericani del 1983.
Dopo la laurea all'università, Graddy fu scelto dai Denver Broncos nel Draft NFL del 1987. Ha giocato nelle stagioni 1987 e 1988 e, in seguito, ha firmato con i Los Angeles Raiders, dove ha giocato dal 1990 al 1992. 